# Ламберт, Фредерик, 8-й граф Каван
Фредерик Джон Уильям Ламберт, 8-й граф Каван (англ. Frederick John William Lambart, 8th Earl of the County of Cavan; 30 декабря 1815 — 16 декабря 1887) — британский аристократ.

## Происхождение
Родился 30 декабря 1815 года в доме своих родителей в Оуэр-коттедже, Фоли, графство Хэмпшир, Англия. Старший сын Джорджа Фредерика Огастеса Ламберта, виконта Килкурси (1789—1828), младшего сына Ричарда Ламберта, 7-го графа Кавана (1763—1837), и Сары Коппин (? — 1823), дочери Джона Питтмана Коппина.
Его отец, служа я Колдстримской гвардии, был тяжело ранен во время полуостровной войны в битве при Талавере и оставался хромым до конца своей жизни до своей смерти в 1828 году в возрасте 39 лет. Фредерик остался сиротой. С 1829 по 1833 год Фредерик Ламберт учился в Итонском колледже.

## Карьера
В 17 лет Фредерик Ламберт поступил на службу в 7-й драгунский гвардейский полк под командованием полковника Кларка.
21 ноября 1837 года после смерти своего деда Ричарда Ламберта, 7-го графа Кавана, Фредерик Ламберт унаследовал титулы 8-го графа Кавана (Пэрство Ирландии), 8-го виконта Килкурси в графстве Кингс (Пэрство Ирландии) и 9-го барона Ламберта в графстве Каван (Пэрство Ирландии).

## Брак
24 июля 1838 года в церкви Святого Георгия на Ганновер-стрит в Лондоне Ричард Ламберт женился на Кэролайн Огасте Литтлтон (16 мая 1817 — 18 января 1892), дочери Эдварда Джона Литтлтона, 1-го барона Хатертона, и Гиацинты Мэри Уэлсли. У супругов было пятеро детей:
- Леди Мэри Гиацинт Ламберт (? — 22 августа 1933), в 1875 году она вышла замуж за барона Ганса фон Эссена
- Леди Сара София Ламберт (? — 8 июля 1914), в 1875 году она вышла замуж за подполковника Джозефа Слейдена, от брака с которым у неё было двенадцать детей.
- Фредерик Эдвард Гулд Ламберт, 9-й граф Каван (21 октября 1839 — 14 июля 1900), старший сын и преемник отца.
- Достопочтенный Октав Генри Ламберт (10 января 1855 — 24 января 1919), женился в 1878 году на Ханне Саре Говард (? — 1911), дочери Хирама Эдварда Говард.
- Майор Достопочтенный Артур Ламберт (11 августа 1858 — 3 апреля 1937), в 1883 году он женился на Уинифред Эдит.

## Религия
После 1839 года лорд и леди Каван отправились во Франкфурт-на-Майне, затем в Бад-Эмс, а затем два года в Мюнхене. Именно здесь начались его более глубокие библейские исследования. После 1844 года он до самой смерти был членом организации Плимутские братья. В 1846 году лорд Каван отправился в Торки и вместе с сэром Каллингом Эрдли принял участие в формировании Евангелического союза. Среди его особых интересов было библейское пророчество. Он часто проповедовал об ожидаемом втором пришествии Христа.

## Смерть
Лорд Каван скончался 16 декабря 1887 года в возрасте 71 года в Лодже, Уэстон-сьюпер-Мэр, графство Сомерсет, Англия. Его последними словами были: «Нам больше не нужны врачи; Господь стоит у двери!» Он был похоронен 22 декабря 1887 года.